# 長谷川貞信 (3代目)
3代目長谷川 貞信（はせがわ さだのぶ、明治14年（1881年） - 昭和38年（1963年））は、明治時代から昭和時代中期にかけての大阪の浮世絵師。

## 来歴
2代目長谷川貞信の門人で長男。本名は信太郎。父に浮世絵を学び、明治27年（1894年）から明治28年（1895年）頃、3代目長谷川小信の落款で作画をしていた。昭和6年（1931年）に南木芳太郎によって上方郷土研究会が設立されると、その機関誌として刊行された郷土研究誌『上方』の表紙の大半を父の2代目長谷川貞信とともに担当している。昭和15年（1940年）に父が没すると、3代目長谷川貞信を襲名した。歌舞伎や文楽の人物画を得意としており、主に道頓堀各座の番付、役者の似顔絵集の他、立川文庫の口絵などを手掛けている。昭和17年（1942年）には前年の真珠湾攻撃を描いた戦争絵「昭和十六年十二月八日布哇真珠湾に於いて皇国海軍米国太平洋艦隊を撃沈す」（浅井コレクション蔵）を大阪で出版している。享年83。墓所は父と同じで天鷲寺。法名は徹心院画道三信善士。

## 作品
- 「本朝廿四孝」 大判2枚続 関西大学図書館所蔵

肉筆画
| 作品名             | 技法     | 形状・員数 | 寸法（縦x横cm） | 所有者         | 年代 | 落款・印章                                              | 備考                                                                                           |
| ------------------ | -------- | ---------- | --------------- | -------------- | ---- | ------------------------------------------------------- | ---------------------------------------------------------------------------------------------- |
| 朝妻船図           | 絹本著色 | 1幅        |                 | 関西大学図書館 |      | 款記「小信」 印章「小信之印」朱文方印 1919年（大正8年） |                                                                                                |
| 城中大火図         |          | 1面        | 54.4x91.0       | 大阪城天守閣   |      | 朱文方印                                                | 中井芳滝画「城中大火図」を元に、鳥羽・伏見の戦いで徳川慶喜退去後に大坂城が炎上したさまを描く。 |
| 明治天皇大阪行幸図 |          | 1面        | 54.4x91.0       | 大阪城天守閣   |      | 朱文方印                                                | 明治元年（1877年）の大阪行幸時に明治天皇の乗った輿が行宮の本願寺津村別院へ入っていく様子。     |